# Археологічні пам'ятки в селі Мухавка

Поблизу села Мухавка археологами виявлені три важливі археологічні пам'ятки.  

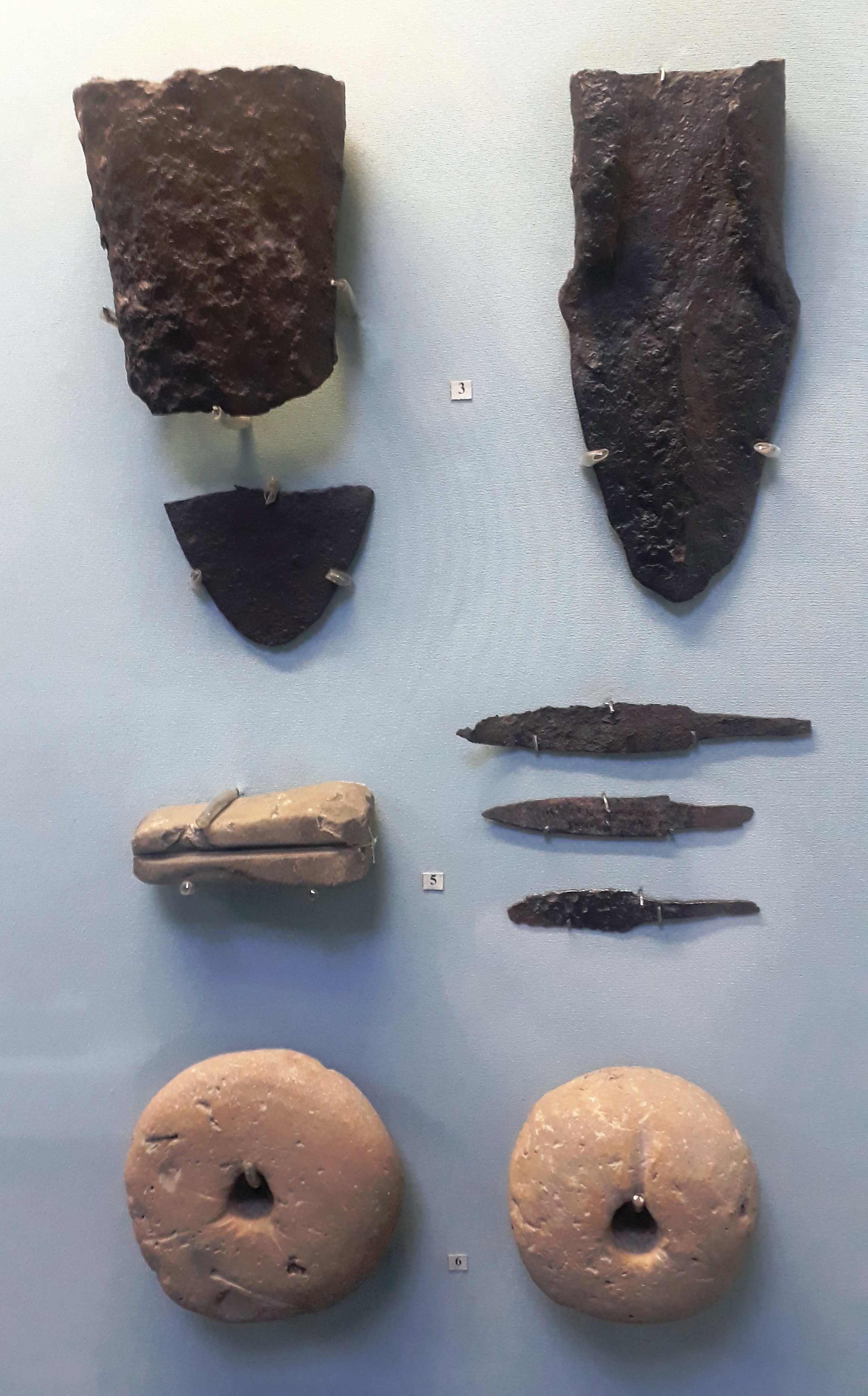

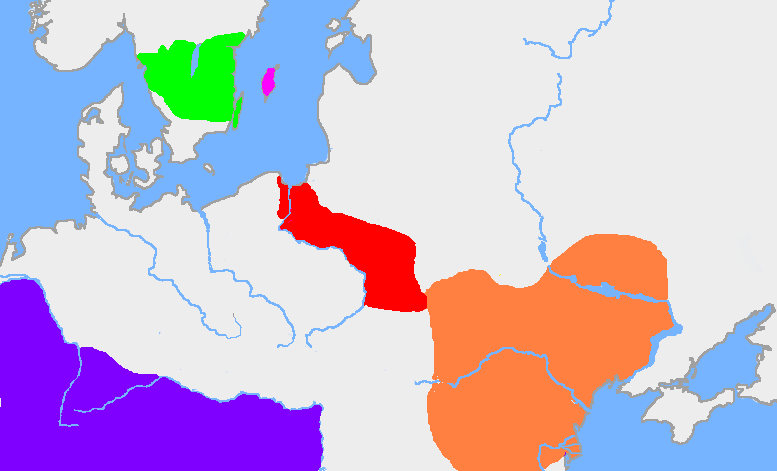
Східна Європа III-IV
Черняхівська культура
острів Ґотланд
землі Геталанда
Римська імперія
Вельбарська культура

- Першою пам'яткою є «Поселення Мухавка І» доби черняхівської культури (III-IV століття нашої ери). Воно розташоване на правому березі річки Тупа, на південь від села. Під час розкопок було виявлено залишки житлових будинків та господарських споруд. Також знайдено багато археологічних знахідок, зокрема, кераміку, металеві вироби, прикраси та монети.
- Другою пам'яткою є «Поселення Мухавка ІІ» доби черняхівської культури, розташоване на південь від села, на південній і південнозахідній частині мисоподібного виступу. Це поселення було меншим за розміром, ніж перше, але також було добре укріплене. Під час розкопок було виявлено залишки житлових будинків та господарських споруд. Також знайдено багато археологічних знахідок, зокрема, кераміку та металеві вироби.
- Третя пам'ятка - це «Могильник ґрунтовий Мухавка ІІІ» давньоруської доби (XII-XIII століття), розташований на 7-му полі колишнього Ягільницького радгоспу. У могильнику виявлено поховання, в яких були поховані дорослі та діти. Поховання були здійснені різними видами поховальних обрядів.

Знайдені археологічні пам'ятки свідчать про те, що в селі Мухавка люди жили в різні історичні епохи, починаючи щонайменше з III століття нашої ери. Ці знахідки є важливим внеском у вивчення історії та культури краю і села Мухавки зокрема.
Археологічні дослідження в селі Мухавка тривають.
| Охоронний номер | Назва пам’ятки                  | Місцезнаходження                                                                          | Культурна приналежність                   | Категорія охорони | Взяття під охорону                                 |
| --------------- | ------------------------------- | ----------------------------------------------------------------------------------------- | ----------------------------------------- | ----------------- | -------------------------------------------------- |
| 2901            | Поселення Мухавка І             | с. Мухавка, правий берег р. Тупа, на південь від села                                     | черняхівська культура (ІІІ- ІV ст. н. е.) | щойно виявлена    | Наказ управління культури ОДА № 112 від 18.10.2005 |
| 1551            | Поселення Мухавка ІІ            | с. Мухавка, на південь від села, південна і південнозахідна частина мисоподібного виступу | черняхівська культура                     | щойно виявлена    | Наказ управління культури ОДА № 16 від 27.01.2010  |
| 2902            | Могильник ґрунтовий Мухавка ІІІ | с. Мухавка, 7-е поле колишнього Ягільницького радгоспу                                    | давньоруський час ХІІ-ХІІІ ст.            | щойно виявлена    | Наказ управління культури ОДА № 112 від 18.10.2005 |